# Gaumen

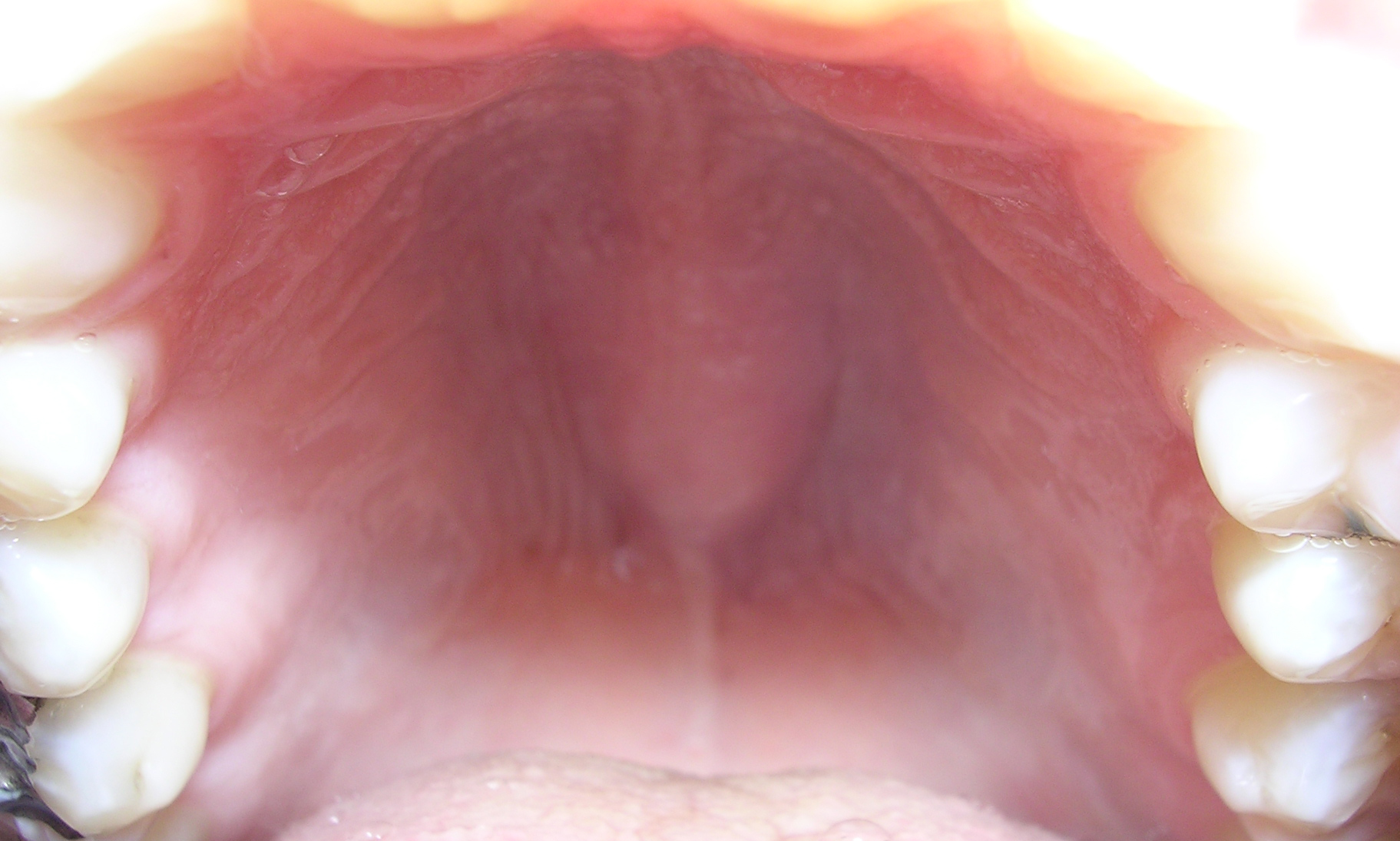
Sicht auf den harten Gaumen des Menschen

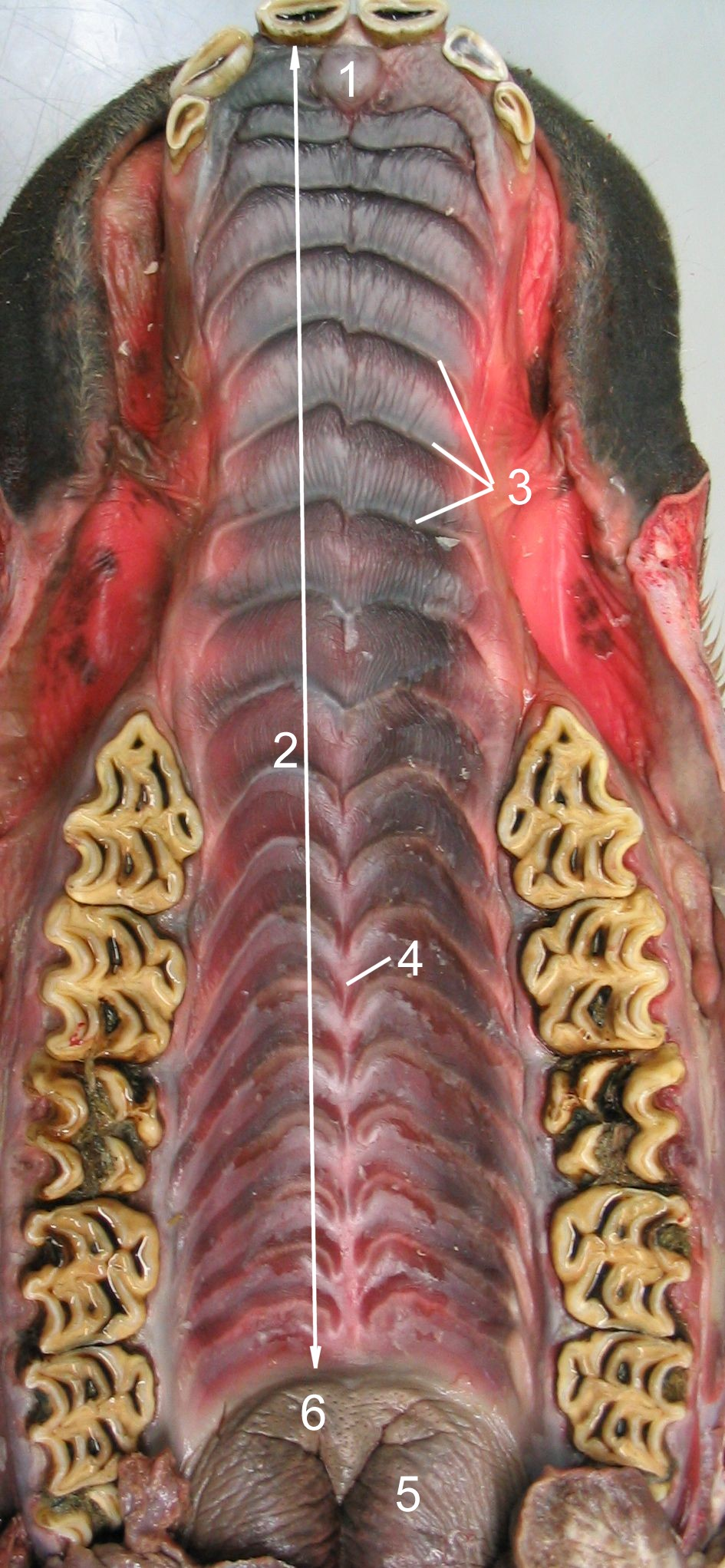
Gaumen eines Pferdes
1 Papilla incisiva, 2 harter Gaumen, 3 Gaumenstaffeln, 4 Gaumennaht, 5 Gaumensegel, 6 Gaumensegelmandel

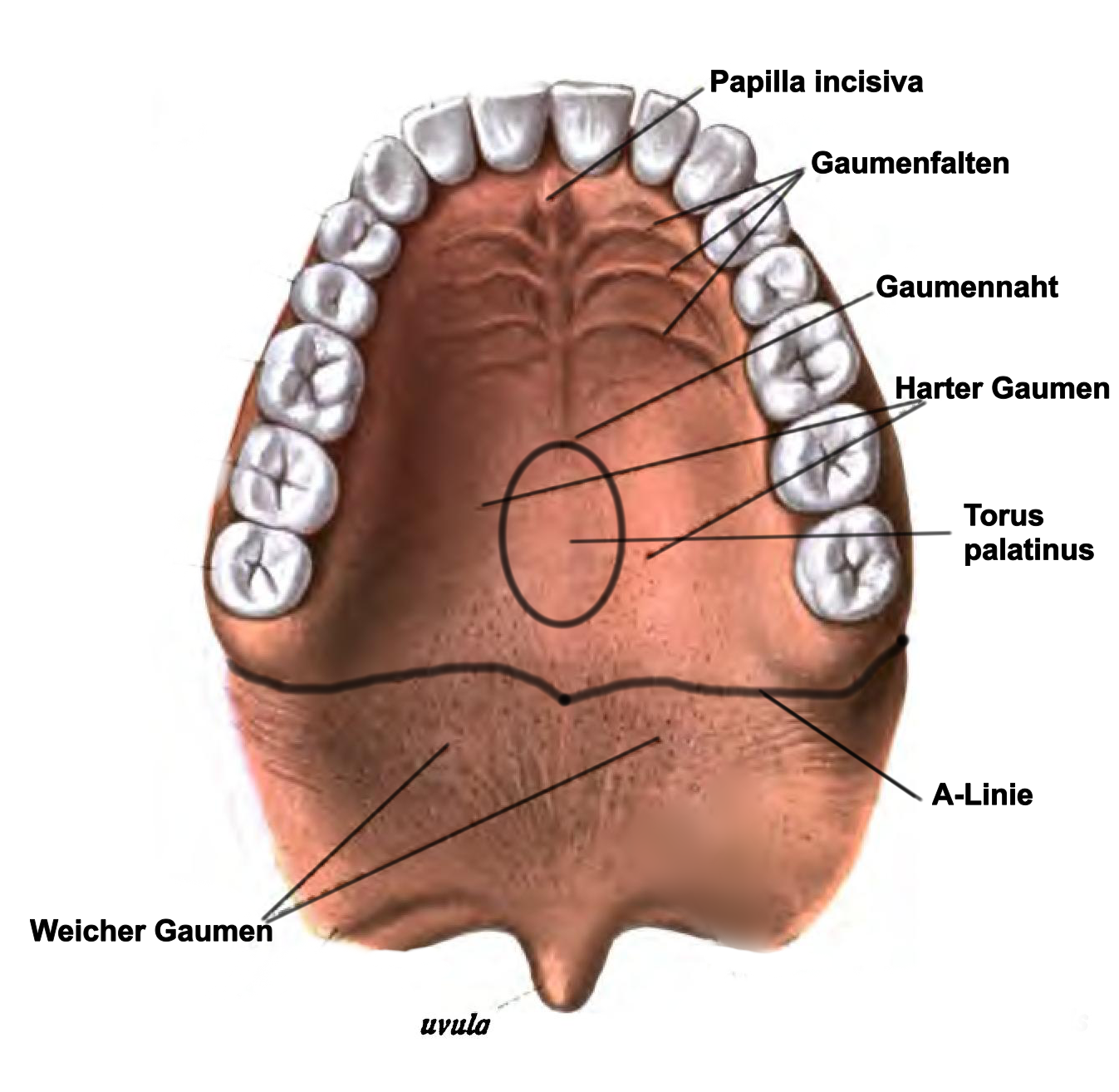
Anatomie des Gaumens

Der Gaumen (lateinisch palatum) ist bei den Kiefermäulern die obere Wand oder die Decke der Mundhöhle, wodurch diese von der Nasenhöhle und bei den Säugetieren teilweise auch vom Rachen geschieden ist. Das Munddach ist ein Widerlager für die Zunge und hat dadurch große Bedeutung bei der Nahrungsaufnahme und beim Sprechen.

## Knöcherne Grundlage
Der eigentliche oder harte Gaumen wird von den Knochenplatten gebildet, die sich vom Oberkiefer aus in die Tiefe der Mundhöhle erstrecken und aus den waagerechten Teilen beider Oberkiefer- (Processus palatini) und Gaumenbeine (Laminae horizontales), also aus vier, durch Nähte miteinander verbundenen Knochenteilen bestehen.

## Harter Gaumen
Der harte Gaumen (lateinisch Palatum durum) ist von einer gut durchbluteten (dichte Venengeflechte), drüsenhaltigen Schleimhaut überzogen, die bei Tieren meist pigmentierte Gebiete aufweist. Die Gaumenschleimhaut geht vorn und seitlich in das Zahnfleisch über.
Die Schleimhaut des Gaumens besitzt Querleisten, die Gaumenstaffeln (lateinisch Rugae palatine). In der Mittellinie ist die Verwachsungslinie der während der embryonalen Gaumenbildung verschmelzenden Gaumenfortsätze auch bei Erwachsenen als Gaumennaht (lateinisch Raphe palati) mehr oder weniger gut sichtbar. Unterbleibt diese Fusion, dann entsteht eine Gaumenspalte (Palatoschisis), die häufig mit einer Spaltbildung in Lippe und Kiefer vergesellschaftet ist (siehe Lippen-Kiefer-Gaumenspalte).
Am vorderen Ende des Gaumens befindet sich eine kleine Erhöhung, die Papilla incisiva, auf der der Ductus incisivus mündet. Die Blutversorgung erfolgt vor allem über die Arteria palatina descendens. Die hinteren zwei Drittel werden durch den Nervus palatinus major innerviert.
Bei den Fischen, Amphibien, Schlangen und Eidechsen können hier außerdem noch Zähne angebracht sein, deren Anzahl und Stellung für die systematische Zoologie von Bedeutung ist.

## Weicher Gaumen
Zum Rachen hin setzt sich der harte Gaumen bei Säugetieren in das Gaumensegel (lateinisch Velum palatinum oder weicher Gaumen, lateinisch Palatum molle) fort. Vom Gaumensegel gehen zwei Schleimhautfalten aus, die zum Zungengrund bzw. zur seitlichen Rachenwand führen. Sie werden Gaumenbogen genannt. In der Mitte des Gaumensegels befindet sich beim Menschen das Gaumenzäpfchen (Uvula).